# Publikumshegn
Publikumshegn er en form for mobilhegn, der bruges som midlertidige afspærringer ved store arrangementer, koncerter og sportsbegivenheder.
Meningen er at adskille tilskuerne fra professionelle deltagere hhv. udøvere fx under et maraton- eller cykelløb eller at dirigere en folkemængde i en bestemt retning i et afgrænset område fx før eller efter en koncert eller fodboldkamp. 
Snarere end som reel, uoverkommelig afskærmning er publikumshegn med deres standardhøjde på 110 cm frem for alt tænkt som en sikkerhedsforanstaltning, der skal garantere et vist udsyn.
Publikumshegn er ofte lavet af galvaniseret stål, men findes også i mere synlige, farvede udgaver.